# Gauthier de Besançon
Gauthier (ou Gautier ou Gaucher) de Besançon ( -1031) est un prélat comtois du XIe siècle, archevêque de Besançon de 1016 à 1031.

## Biographie
Gauthier est élu archevêque de Besançon à la suite du décès de l'archevêque Hector le 27 octobre 1015. Il est élu par le clergé et le peuple de Besançon avec le soutien du comte Otte-Guillaume de Bourgogne, sans en référer au roi de Bourgogne Rodolphe III. L'évêque de Lausanne Henri, auquel ce rôle est traditionnellement dévolu n'est pas sollicité pour le sacre. Gauthier va ainsi se retrouver au cœur du conflit qui oppose le roi de Bourgogne au comte Otte-Guillaume. Un autre archevêque, Berthald est ainsi choisi par le roi, sans pouvoir toutefois prendre possession de son titre à Besançon.
En se réglant sur l'action de Gauthier, évêque d'Autun dont il était proche il travaille à la restauration de la discipline de son diocèse. Il participe au concile convoqué en 1021 par l'archevêque de Lyon Burcard à Verdun-sur-le-Doubs au sujet de la Paix de Dieu. Il est cité dans une bulle du pape Benoît VIII en faveur de l'Ordre de Cluny.